# Анохин, Сергей Вячеславович
Сергей Вячеславович Анохин (род. 14 мая 1973, Калининград, Московская область, СССР) — российский игрок в пляжный футбол, предприниматель, ранее занимал должности вице-президента Российского футбольного союза и президента Московской федерации футбола.. До апреля 2022 года являлся членом исполкома Российского футбольного союза и председателем комитета массового футбола Российского футбольного союза. Бывший генеральный директор футбольного клуба «Химки». С апреля 2022 года генеральный директор букмекерской компании «Фонбет». Мастер спорта России.

## Биография
Родился 14 мая 1973 года в подмосковном Калининграде (ныне Королев). Окончил Военный университет Министерства обороны Российской Федерации (со знанием английского и арабского языков), Московский государственный университет коммерции (факультет иностранных языков) и Российскую академию народного хозяйства и государственной службы. Кандидат экономических наук. Играл на любительском уровне за клуб «Кунцево», безуспешно пытался попасть в академию ЦСКА. С 1998 года занимался развитием футбольной школы «Строгино», а также помогал клубу «Истра».
С 2001 года работал вице-президентом ООО «Артэс Рекордс Продакшн», занимаясь съёмками фильмов и организацией показов высокой моды. С 2003 года работал вице-президентом ИФК «Бизнес-технологии».
С 2004 года занимается развитием пляжного футбола в России. Как игрок выступал за команду «Строгино», становился чемпионом России. В 2005 году организовал Федерацию пляжного футбола России и учредил первый официальный чемпионат России. С 2007 года председатель Комитета пляжного футбола Российского футбольного союза. C 2010 по 2013 год директор ГБУ ФК «Строгино».
С 2011 года советник руководителя Департамента физической культуры и спорта города Москвы по вопросам развития футбола в столице. С апреля 2013 года по апрель 2022 года — президент Московской федерации футбола. С 2016 по 2022 год — вице-президент и член исполкома Российского футбольного союза. В период работы в РФС также занимал должность председателя комитета массового футбола Российского футбольного союза и являлся членом комитета по развитию и техническому содействию.
С сентября 2020 года по ноябрь 2021 года возглавлял ФК «Химки». По итогам сезона 2020/21 клуб занял рекордно-высокое 8-е место в премьер-лиге.
В апреле 2022 года стал генеральным директором букмекерской компании «Фонбет». Покинул компанию в январе 2025 года.
В октябре 2022 года вошёл в состав комитета по маркетингу РФС.
В январе 2025 года был задержан в Москве. По данным СМИ, подозревается в даче взятки сотруднику силовых структур.

### Личная жизнь
От первого брака есть дочь Дарья. Вторая супруга — певица Анна Дубовицкая, бывшая участница группы «Блестящие» (дочь Любовь родилась 17 апреля 2012 года). В 2017 году пара рассталась.